# 加瑞特·迪拉胡特
葛瑞特·迪拉杭特（英語：Garret L. Dillahunt，1964年11月24日—）是美國的一位演員。他最著名的作品是在電視劇《火線警探》中飾演Ty Walker角色。